# 伊凡·李布洛夫
伊凡·李布洛夫 （Ivan Rebroff，1931年7月31日—2008年2月27日），著名德籍俄裔男低音歌劇唱家，但他同時擁有卓越的假聲歌唱技巧，令他的歌唱音樂橫跨四個半八度，即男低音到女高音的音域（F1-A5)，令他成為《吉尼斯世界紀錄大全》中音樂最廣的歌手。

## 作品
- 最高音：Nightingale
- 最低音：Im Tiefen Keller